# Tiro nos Jogos Olímpicos de Verão de 2024 - Skeet misto por equipes
A competição do skeet misto por equipes do tiro nos Jogos Olímpicos de Verão de 2024 foi disputada em 5 de agosto de 2024 no Centro de Tiro Esportivo, em Châteauroux. Foi a estreia da prova como evento olímpico e contou com um total de 30 atiradores de 13 Comitês Olímpicos Nacionais (CON) participaram do evento.

## Calendário
Horário local (UTC+9)
| Data                | Horário | Fase                |
| ------------------- | ------- | ------------------- |
| 5 de agosto de 2024 | 9:00    | Qualificação        |
| 5 de agosto de 2024 | 15:00   | Disputa pelo bronze |
| 5 de agosto de 2024 | 15:00   | Final               |

## Medalhistas
| Ouro   | ITA Diana Bacosi e Gabriele Rossetti |
| Prata  | USA Austen Smith e Vincent Hancock   |
| Bronze | CHN Jiang Yiting e Lyu Jianlin       |

## Recordes
Antes desta competição, os seguintes recordes eram estabelecidos:
| Recordes da qualificação | Recordes da qualificação       | Recordes da qualificação | Recordes da qualificação | Recordes da qualificação |
| ------------------------ | ------------------------------ | ------------------------ | ------------------------ | ------------------------ |
| Recorde mundial          | Austen Smith / Vincent Hancock | 149                      | Baku                     | 20 de agosto de 2023     |
| Recorde olímpico         | Não estabelecido               | –                        | –                        | –                        |

## Resultados

### Qualificação
As duas primeiras equipes após a qualificação avançam para a final; as duas equipes subsequentes avançam para a disputa da medalha de bronze.
| Pos. | CON                | Atiradores             | Séries | Séries | Séries | Total | Grand total | S-off | Notas |
| Pos. | CON                | Atiradores             | 1      | 2      | 3      | Total | Grand total | S-off | Notas |
| ---- | ------------------ | ---------------------- | ------ | ------ | ------ | ----- | ----------- | ----- | ----- |
| 1    | ITA Itália         | Diana Bacosi           | 24     | 25     | 25     | 74    | 149         |       | QO, = |
| 1    | ITA Itália         | Gabriele Rossetti      | 25     | 25     | 25     | 75    | 149         |       | QO, = |
| 2    | USA Estados Unidos | Austen Smith           | 25     | 23     | 25     | 73    | 148         |       | QO    |
| 2    | USA Estados Unidos | Vincent Hancock        | 25     | 25     | 25     | 75    | 148         |       | QO    |
| 3    | CHN China          | Jiang Yiting           | 25     | 25     | 24     | 74    | 146         | +4    | QB    |
| 3    | CHN China          | Lyu Jianlin            | 23     | 24     | 25     | 72    | 146         | +4    | QB    |
| 4    | IND Índia          | Maheshwari Chauhan     | 24     | 25     | 25     | 74    | 146         | +3    | QB    |
| 4    | IND Índia          | Anantjeet Singh Naruka | 25     | 23     | 24     | 72    | 146         | +3    | QB    |
| 5    | ITA Itália         | Martina Bartolomei     | 24     | 23     | 23     | 70    | 144         |       |       |
| 5    | ITA Itália         | Tammaro Cassandro      | 25     | 24     | 25     | 74    | 144         |       |       |
| 6    | USA Estados Unidos | Dania Vizzi            | 24     | 25     | 23     | 72    | 144         |       |       |
| 6    | USA Estados Unidos | Conner Prince          | 24     | 24     | 24     | 72    | 144         |       |       |
| 7    | KOR Coreia do Sul  | Jang Kook-hee          | 24     | 25     | 22     | 71    | 144         |       |       |
| 7    | KOR Coreia do Sul  | Kim Min-soo            | 25     | 24     | 24     | 73    | 144         |       |       |
| 8    | CZE Chéquia        | Barbora Šumová         | 22     | 23     | 23     | 68    | 143         |       |       |
| 8    | CZE Chéquia        | Jakub Tomeček          | 25     | 25     | 25     | 75    | 143         |       |       |
| 9    | FRA França         | Lucie Anastassiou      | 24     | 24     | 21     | 69    | 143         |       |       |
| 9    | FRA França         | Éric Delaunay          | 25     | 25     | 24     | 74    | 143         |       |       |
| 10   | GER Alemanha       | Nele Wißmer            | 22     | 24     | 23     | 69    | 142         |       |       |
| 10   | GER Alemanha       | Sven Korte             | 23     | 25     | 25     | 73    | 142         |       |       |
| 11   | AUS Austrália      | Aislin Jones           | 24     | 23     | 21     | 68    | 141         |       |       |
| 11   | AUS Austrália      | Joshua Bell            | 25     | 24     | 24     | 73    | 141         |       |       |
| 12   | KAZ Cazaquistão    | Assem Orynbay          | 23     | 24     | 23     | 70    | 140         |       |       |
| 12   | KAZ Cazaquistão    | Eduard Yechshenko      | 23     | 24     | 23     | 70    | 140         |       |       |
| 13   | GRE Grécia         | Emmanouela Katzouraki  | 22     | 23     | 22     | 67    | 139         |       |       |
| 13   | GRE Grécia         | Efthimios Mitas        | 24     | 24     | 24     | 72    | 139         |       |       |
| 14   | PER Peru           | Daniella Borda         | 21     | 23     | 24     | 68    | 139         |       |       |
| 14   | PER Peru           | Nicolás Pacheco        | 25     | 24     | 22     | 71    | 139         |       |       |
| 15   | SWE Suécia         | Victoria Larsson       | 21     | 23     | 23     | 67    | 136         |       |       |
| 15   | SWE Suécia         | Marcus Svensson        | 23     | 24     | 22     | 69    | 136         |       |       |

### Finais
As equipes com as maiores pontuações após as séries de tiros na disputa pelo ouro e pelo bronze conquistam as respectivas medalhas.
| Pos.                | CON                | Atiradores             | 1                 | 2                 | Total             | Grand total       |
| Disputa pelo ouro   | Disputa pelo ouro  | Disputa pelo ouro      | Disputa pelo ouro | Disputa pelo ouro | Disputa pelo ouro | Disputa pelo ouro |
| ------------------- | ------------------ | ---------------------- | ----------------- | ----------------- | ----------------- | ----------------- |
| Medalha de ouro     | ITA Itália         | Diana Bacosi           | 10                | 12                | 22                | 45                |
| Medalha de ouro     | ITA Itália         | Gabriele Rossetti      | 12                | 11                | 23                | 45                |
| Medalha de prata    | USA Estados Unidos | Austen Smith           | 10                | 11                | 21                | 44                |
| Medalha de prata    | USA Estados Unidos | Vincent Hancock        | 11                | 12                | 23                | 44                |
| Disputa pelo bronze |                    |                        |                   |                   |                   |                   |
| Medalha de bronze   | CHN China          | Jiang Yiting           | 11                | 9                 | 20                | 44                |
| Medalha de bronze   | CHN China          | Lyu Jianlin            | 12                | 12                | 24                | 44                |
| 4                   | IND Índia          | Maheshwari Chauhan     | 11                | 10                | 21                | 43                |
| 4                   | IND Índia          | Anantjeet Singh Naruka | 11                | 11                | 22                | 43                |